# Chủ tịch Hội đồng Bộ trưởng Liên Xô
Chủ tịch Hội đồng Bộ trưởng Liên Xô (chữ Nga: Председатель Совета Министров СССР) là cách xưng hô chính thức của người đứng đầu chính phủ Liên Xô, tương đương với thủ tướng nội các, thường gọi là Thủ tướng Liên Xô. Hội đồng Bộ trưởng Liên Xô là chỉ cơ quan chấp hành và ban bố mệnh lệnh tối cao của quyền lực nhà nước Liên Xô, tức là chính phủ Liên Xô. Tiền thân là Ủy ban nhân dân Liên Xô được kiến lập sau thắng lợi cách mạng Tháng Mười năm 1917, vào tháng 3 năm 1946 kì họp lần thứ nhất Xô-viết Tối cao Liên Xô khoá II quyết định đem nó đổi tên thành hội đồng bộ trưởng. Tháng 12 năm 1990, Đại hội đại biểu nhân dân Liên Xô lần thứ tư lại sửa đổi hiến pháp lần nữa, đổi Hội đồng Bộ trưởng Liên Xô thành Nội các Liên Xô, trực tiếp lệ thuộc vào tổng thống Liên Xô.
Người đứng đầu chính phủ được bổ nhiệm đầu tiên của Liên Xô là Lenin, ông đến nhậm chức chủ tịch Ủy ban nhân dân sau khi kí kết Hiệp ước thành lập Liên Xô vào năm 1922. Khoảng thời gian từ lúc thành lập Liên Xô cho đến giải thể Liên Xô, có tổng cộng 12 người đã lần lượt đảm nhiệm chức vụ này, trong đó có hai người Lenin và Stalin vì nguyên nhân tự nhiên mà qua đời lúc tại nhiệm, Khrushchev vì nguyên do "chính biến không đổ máu" mà bị cưỡng bức thôi chức nghỉ hưu, ba người chủ động xin từ chức (Kosygin, Tikhonov và Silayev). Trong đó, có ba người Lenin, Stalin và Khrushchev lúc đương giữ chức thủ tướng Liên Xô, từng đồng thời đảm nhiệm người lãnh đạo tối cao Liên Xô. Sau khi Khrushchev bị bãi miễn, Ủy ban Trung ương Đảng Cộng sản Liên Xô thông qua nghị quyết cấm chỉ thủ tướng Liên Xô kiêm nhiệm tổng bí thư Ủy ban Trung ương Đảng Cộng sản Liên Xô. Kosygin là chủ tịch có thời gian công tác dài nhất, tại nhiệm hơn 16 năm, hơn nữa là một vị lãnh đạo nội các chính phủ Liên Xô hai khoá duy nhất, ông ngay lập tức qua đời sau khi nghỉ hưu không lâu vào năm 1980. Silayev là chủ tịch có thời gian công tác ngắn nhất, chỉ có 126 ngày (trong năm 1991).

## Khái quát chức vụ

### Cấu tạo thành viên
Từ trước tháng 12 năm 1988, Hội đồng Bộ trưởng Liên Xô do Xô viết Tối cao Liên Xô hợp thành ở trong hội nghị liên tịch của Viện liên minh và Viện dân tộc. Thành viên của nó có: một vị chủ tịch, phó chủ tịch thứ nhất và các phó chủ tịch, bộ trưởng mỗi bộ, chủ tịch uỷ ban mỗi nhà nước, chủ tịch hội đồng bộ trưởng các nước cộng hoà gia nhập liên minh cùng với các nhà lãnh đạo của cơ quan và tổ chức khác của Liên Xô thông qua sự đề cử của chủ tịch Hội đồng Bộ trưởng và do Xô-viết Tối cao Liên Xô phê chuẩn.

### Chức quyền
Hội đồng Bộ trưởng Liên Xô giữ trách nhiệm và báo cáo công tác trước Xô-viết Tối cao, trong khoảng thời gian Xô-viết Tối cao kết thúc hội nghị, giữ trách nhiệm và báo cáo công tác trước đoàn chủ tịch Xô-viết Tối cao. Chức quyền của nó chủ yếu có: thực hành lãnh đạo về việc xây dựng kinh tế quốc dân và văn hoá xã hội, ban bố mệnh lệnh và nghị quyết lại còn kiểm tra tình hình chấp hành của nó, chế định và chấp hành kế hoạch phát triển kinh tế và dự toán nhà nước, bảo vệ an ninh quốc gia, lãnh đạo xây dựng lực lượng vũ trang, lãnh đạo sự vụ ngoại giao, thiết lập uỷ ban, tổng cục và ban ngành chủ quản khác đặt dưới sự quản lí của hội đồng bộ trưởng trong tình huống cần thiết. Cơ quan thường trực là đoàn chủ tịch Hội đồng Bộ trưởng Liên Xô do chủ tịch Hội đồng Bộ trưởng, phó chủ tịch thứ nhất và các phó chủ tịch hợp thành.

### Diễn dịch
Vào tháng 12 năm 1988, căn cứ vào hiến pháp Liên Xô sau sửa đổi, thiết lập Đại hội đại biểu nhân dân Liên Xô là cơ quan quyền lực tối cao của nhà nước. Hội đồng Bộ trưởng Liên Xô sửa đổi thành giữ trách nhiệm và báo cáo công tác trước Đại hội đại biểu nhân dân và Xô-viết Tối cao. Chủ tịch Hội đồng Bộ trưởng Liên Xô do Đại hội đại biểu nhân dân phê chuẩn và Xô-viết Tối cao ra lệnh bổ nhiệm. Hội đồng Bộ trưởng Liên Xô do Xô-viết Tối cao căn cứ vào sự đề cử và phê chuẩn của Chủ tịch Hội đồng Bộ trưởng mà hợp thành.
Vào tháng 3 năm 1990, Liên Xô thiết lập chực vị tổng thống Liên Xô. Chủ tịch Hội đồng Bộ trưởng Liên Xô sửa đổi thành do tổng thống Liên Xô đề cử và Xô-viết Tối cao ra lệnh bổ nhiệm; việc bổ nhiệm và cách chức thành viên Hội đồng Bộ trưởng do tổng thống và chủ tịch Hội đồng Bộ trưởng sau khi thương lượng quyết định, đem nó báo cáo Xô-viết Tối cao để phê chuẩn. Hội đồng Bộ trưởng Liên Xô, mỗi năm ít nhất một lần báo cáo công tác lên Xô-viết Tối cao và báo cáo công tác định kì lên tổng thống. Xô-viết Tối cao Liên Xô căn cứ vào kiến nghị trong kì họp của mình hoặc căn cứ vào kiến nghị của tổng thống, lấy đa số phiếu của 2/3 thành viên biểu thị bất tín nhiệm đối với chính phủ Liên Xô, thúc đẩy chính phủ từ chức. Hiến pháp Liên Xô cũng đã làm ra một số thay đổi về chức quyền của Hội đồng Bộ trưởng.

## Danh sách Chủ tịch Hội đồng Bộ trưởng
| #  | Tên (Ngày sinh–Ngày mất)                                                                        | Tên (Ngày sinh–Ngày mất) | Nhiệm kỳ                                                                                        | Bầu cử                                                                                          | Loại chính phủ                                                                                  |
| 1  | Chủ tịch Hội đồng Dân ủy (1922–1946)                                                            | Chủ tịch Hội đồng Dân ủy (1922–1946) | Chủ tịch Hội đồng Dân ủy (1922–1946)                                                            | Chủ tịch Hội đồng Dân ủy (1922–1946)                                                            | Chủ tịch Hội đồng Dân ủy (1922–1946)                                                            |
| -- | ----------------------------------------------------------------------------------------------- | --- | ----------------------------------------------------------------------------------------------- | ----------------------------------------------------------------------------------------------- | ----------------------------------------------------------------------------------------------- |
| 1  | Vladimir Lenin (1870–1924)                                                                      | | Ngày 30 tháng 12 năm 1922 - ngày 21 tháng 1 năm 1924                                            | —                                                                                               | Lenin I–II                                                                                      |
| 1  | Vladimir Lenin (1870–1924)                                                                      | Người đứng đầu chính phủ Xô viết đầu tiên, Lenin lãnh đạo Bolshevik Nga, Đảng Xã hội Dân chủ Lao động (RSDLP), sau này được gọi là Đảng Cộng sản Liên Xô (CPSU), thông qua các cuộc Cách mạng Nga (Tháng Hai và Cách mạng Tháng Mười) và tạo thành công nhà nước xã hội chủ nghĩa đầu tiên trên thế giới, Cộng hòa Liên bang Nga Xã hội chủ nghĩa Xô viết (RSFSR). Năm 1922, ông thành lập Liên Xô. |                                                                                                 |                                                                                                 |                                                                                                 |
| 2  | Alexei Rykov (1881–1938)                                                                        | | Ngày 2 tháng 2 năm 1924 - ngày 19 tháng 12 năm 1930                                             | 1924, 1925, 1927, 1929                                                                          | Rykov I                                                                                         |
| 2  | Alexei Rykov (1881–1938)                                                                        | Một thành viên của phe trung bình trong Đảng Bolshevik, ông bị buộc phải cùng với những người điều hành khác, "thừa nhận sai lầm của họ" cho đảng vào năm 1930 mất chức thủ tướng vì điều đó. |                                                                                                 |                                                                                                 |                                                                                                 |
| 3  | Vyacheslav Molotov (1890–1986)                                                                  | | Ngày 19 tháng 12 năm 1930 - ngày 6 tháng 5 năm 1941                                             | 1931, 1935, 1936, 1937                                                                          | Molotov I                                                                                       |
| 3  | Vyacheslav Molotov (1890–1986)                                                                  | Molotov giám sát việc tập thể hóa nông nghiệp của Stalin, thực hiện kế hoạch 5 năm đầu tiên, công nghiệp hoá Liên Xô và Đại thanh trừng 1937–1938. Mặc dù có nhiều tổn thất, Liên Xô dưới quyền lãnh đạo của Molotov đã có những bước tiến lớn trong việc áp dụng và thực hiện rộng rãi công nghệ nông nghiệp và công nghiệp.                                                                       |                                                                                                 |                                                                                                 |                                                                                                 |
| 4  | Joseph Stalin (1878–1953)                                                                       | | Ngày 6 tháng 5 năm 1941 - ngày 15 tháng 3 năm 1946                                              | 1946                                                                                            | Stalin I                                                                                        |
| 4  | Joseph Stalin (1878–1953)                                                                       | Stalin lãnh đạo đất nước đi qua Chiến tranh Vệ quốc vĩ đại (Đệ nhị thế chiến) và bắt đầu thời kỳ tái thiết đất nước. Ông đổi tên thành văn phòng Ủy ban Nhân dân thành Hội đồng Bộ trưởng. |                                                                                                 |                                                                                                 |                                                                                                 |
| 4  | Chủ tịch Hội đồng Bộ trưởng (1946-1991)                                                         | |                                                                                                 |                                                                                                 |                                                                                                 |
| 4  | Joseph Stalin (1878–1953)                                                                       | | Ngày 15 tháng 3 năm 1946 - ngày 5 tháng 3 năm 1953                                              | 1950                                                                                            | Stalin II                                                                                       |
| 4  | Joseph Stalin (1878–1953)                                                                       | Sau chiến tranh, Stalin đã cài đặt các chính phủ cộng sản ở phần lớn Đông Âu, hình thành Khối Đông, sau cái gọi là " Bức màn sắt " cai trị của Liên Xô trong thời gian dài chống đối giữa thế giới phương Tây và Liên Xô, được gọi là Chiến tranh Lạnh. |                                                                                                 |                                                                                                 |                                                                                                 |
| 5  | Georgy Malenkov (1902–1988)                                                                     | | Ngày 6 tháng 3 năm 1953 - ngày 8 tháng 2 năm 1955                                               | 1954                                                                                            | Malenkov I–II                                                                                   |
| 5  | Georgy Malenkov (1902–1988)                                                                     | Ông tiếp tục nắm giữ chức vụ Thủ tướng cho đến khi Khrushchev bắt đầu quá trình Phi Stalin hóa. Ông được thay thế bằng lệnh của Khrushchev bởi Nikolai Bulganin. |                                                                                                 |                                                                                                 |                                                                                                 |
| 6  | Nikolai Bulganin (1895–1975)                                                                    | | Ngày 8 tháng 2 năm 1955 - ngày 27 tháng 3 năm 1958                                              | 1958                                                                                            | Bulganin I                                                                                      |
| 6  | Nikolai Bulganin (1895–1975)                                                                    | Bulganin giám sát thời kỳ khử muối. Trong khi là một người ủng hộ mạnh mẽ của Khrushchev lúc đầu, ông bắt đầu nghi ngờ một số chính sách cấp tiến hơn của mình và bị cáo buộc là một thành viên của Nhóm chống Đảng cuối cùng đã được thay thế bởi chính Khrushchev. |                                                                                                 |                                                                                                 |                                                                                                 |
| 7  | Nikita Khrushchev (1894–1971)                                                                   | | Ngày 27 tháng 3 năm 1958 - ngày 14 tháng 10 năm 1964                                            | 1962                                                                                            | Khrushchev I–II                                                                                 |
| 7  | Nikita Khrushchev (1894–1971)                                                                   | Khrushchev lãnh đạo đất nước thông qua cuộc khủng hoảng tên lửa Cuba và giám sát nhiều cải cách và đổi mới chính sách, chẳng hạn như cải cách tiền tệ năm 1961. Hành vi của ông ngày càng thất thường dẫn đến việc ông bị tước bỏ bởi nomenklatura cả hai như Thủ tướng và Bí thư thứ nhất của Đảng Cộng sản.                                                                                       |                                                                                                 |                                                                                                 |                                                                                                 |
| 8  | Alexei Kosygin (1904–1980)                                                                      | | Ngày 15 tháng 10 năm 1964 - ngày 23 tháng 10 năm 1980                                           | 1966, 1970, 1974, 1979                                                                          | Kosygin I–V                                                                                     |
| 8  | Alexei Kosygin (1904–1980)                                                                      | Một trong ba thành viên hàng đầu của lãnh đạo tập thể với Leonid Brezhnev và Nikolai Podgorny, Kosygin cai trị qua thời đại được gọi là " Kỷ nguyên của sự trì trệ ". Ông khởi xướng ba cải cách kinh tế quy mô lớn dưới sự lãnh đạo của mình: năm 1965, 1973 và cải cách năm 1979. Ông nghỉ hưu từ tháng 10 năm 1980 và qua đời hai tháng sau đó.                                                  |                                                                                                 |                                                                                                 |                                                                                                 |
| 9  | Nikolai Tikhonov (1905–1997)                                                                    | | Ngày 23 tháng 10 năm 1980 - ngày 27 tháng 9 năm 1985                                            | 1984                                                                                            | Tikhonov I–II                                                                                   |
| 9  | Nikolai Tikhonov (1905–1997)                                                                    | Sau khi Kosygin rời đi, Tikhonov trở thành Thủ tướng mới. Ông đã tổ chức văn phòng thông qua những năm cuối của Brezhnev, các quy tắc của Yuri Andropov và Konstantin Chernenko và sự khởi đầu của nhiệm kỳ của Mikhail Gorbachev. |                                                                                                 |                                                                                                 |                                                                                                 |
| 10 | Nikolai Ryzhkov (1929-2024)                                                                     | | Ngày 27 tháng 9 năm 1985 - ngày 14 tháng 1 năm 1991                                             | 1989                                                                                            | Ryzhkov I–II                                                                                    |
| 10 | Nikolai Ryzhkov (1929-2024)                                                                     | Ryzhkov ủng hộ nỗ lực của Gorbachev để hồi sinh và tái cấu trúc nền kinh tế của Liên Xô thông qua việc phân cấp quy hoạch và giới thiệu công nghệ mới. Tuy nhiên, ông đã phản đối những nỗ lực sau này của Gorbachev để đưa cơ chế thị trường vào nền kinh tế của Liên Xô. Ông bị buộc thôi việc khi chức vụ Chủ tịch Hội đồng Bộ trưởng bị giải thể.                                               |                                                                                                 |                                                                                                 |                                                                                                 |
| 11 | Thủ tướng Liên Xô (1991)                                                                        | Thủ tướng Liên Xô (1991) | Thủ tướng Liên Xô (1991)                                                                        | Thủ tướng Liên Xô (1991)                                                                        | Thủ tướng Liên Xô (1991)                                                                        |
| 11 | Valentin Pavlov (1937–2003)                                                                     | | Ngày 14 tháng 1 năm 1991 - ngày 22 tháng 8 năm 1991                                             | —                                                                                               | Pavlov I                                                                                        |
| 11 | Valentin Pavlov (1937–2003)                                                                     | Pavlov được bầu vào vị trí mới của Thủ tướng như một ứng viên thỏa hiệp. Ông đã thực hiện một cuộc cải cách tiền tệ không thành công và thất bại và dẫn ông tham gia Ủy ban Nhà nước của tình trạng khẩn cấp. Ủy ban Nhà nước đã cố gắng để loại bỏ Gorbachev vào ngày 19 tháng 8. Với sự sụp đổ của cuộc đảo chính, Pavlov đã bị bắt vào ngày 29 tháng 8.                                          |                                                                                                 |                                                                                                 |                                                                                                 |
| 12 | Chủ tịch Ủy ban Kinh tế Liên tiểu bang - Thủ tướng của Khối thịnh vượng chung về Kinh tế (1991) | Chủ tịch Ủy ban Kinh tế Liên tiểu bang - Thủ tướng của Khối thịnh vượng chung về Kinh tế (1991) | Chủ tịch Ủy ban Kinh tế Liên tiểu bang - Thủ tướng của Khối thịnh vượng chung về Kinh tế (1991) | Chủ tịch Ủy ban Kinh tế Liên tiểu bang - Thủ tướng của Khối thịnh vượng chung về Kinh tế (1991) | Chủ tịch Ủy ban Kinh tế Liên tiểu bang - Thủ tướng của Khối thịnh vượng chung về Kinh tế (1991) |
| 12 | Ivan Silayev (1930–2023)                                                                        | | Ngày 6 tháng 9 năm 1991 - ngày 26 tháng 12 năm 1991                                             | —                                                                                               | Silayev I                                                                                       |
| 12 | Ivan Silayev (1930–2023)                                                                        | Sau cuộc đảo chính tháng 8 năm 1991, chính phủ Liên Xô mất nhiều quyền lực của mình đối với Cộng hòa Liên Xô. Cùng với Gorbachev, Silayev không thể giữ nhà nước Liên Xô với nhau mà cuối cùng dẫn đến sự sụp đổ của nó vào tháng 12 năm 1991. |                                                                                                 |                                                                                                 |                                                                                                 |